# Rathaus Otterndorf
Das historische Rathaus Otterndorf in der niedersächsischen Samtgemeinde Land Hadeln, Gemeinde Otterndorf, Rathausplatz 1, Ecke Markstraße, im Landkreis Cuxhaven, stammt aus dem 16. und 17. Jahrhunderts. Aktuell (2024) wird es als Rathaus genutzt. Es werden im Ratssaal Sitzungen des Stadtrates abgehalten. Außerdem kann hier standesamtlich geheiratet werden.
Das Gebäude steht unter Denkmalschutz (siehe auch Liste der Baudenkmale in Otterndorf).

## Geschichte und Beschreibung

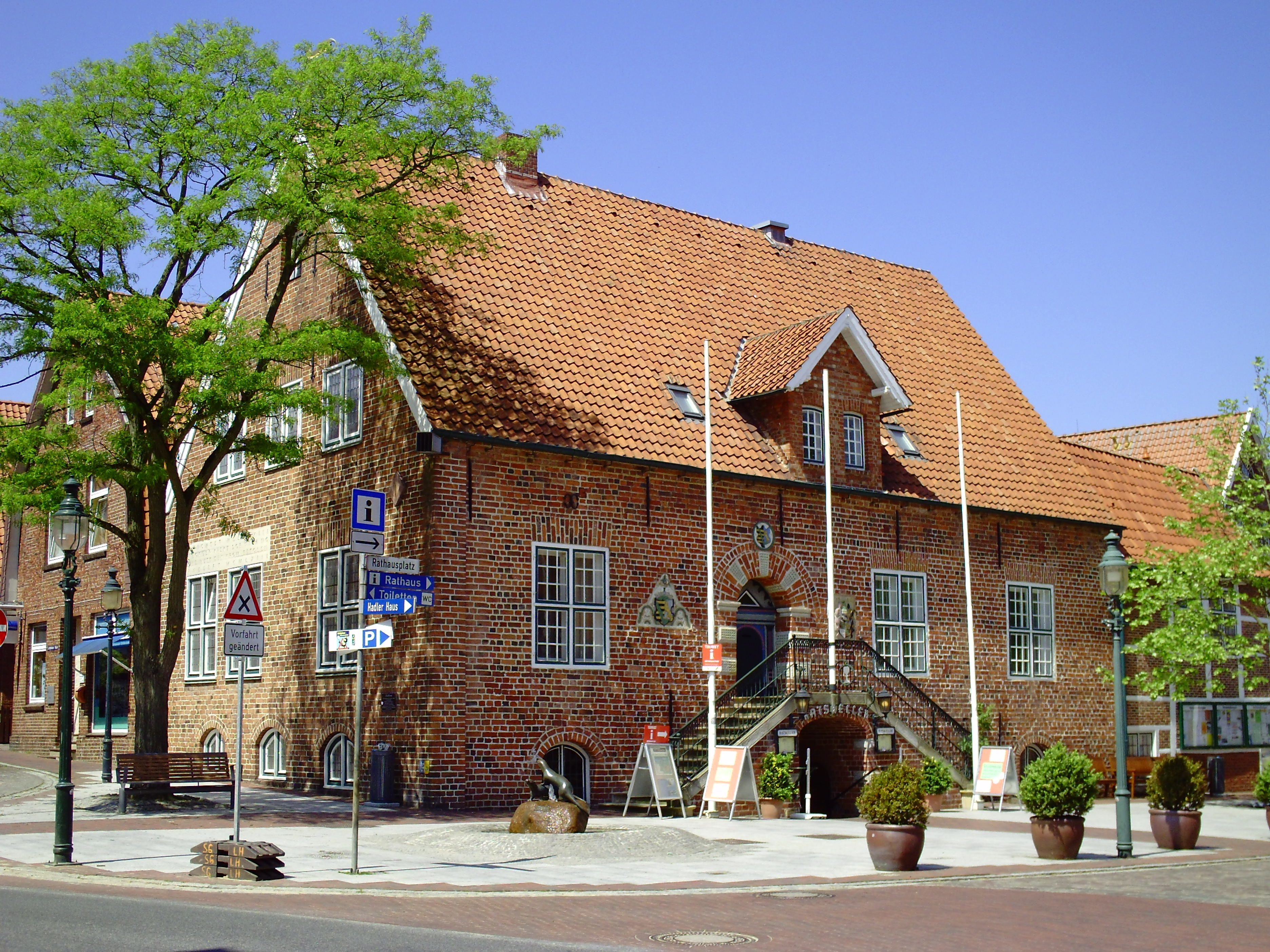
Süd-/Ostseiten

Otterndorf war der Hauptort des Landes Hadeln. 1400 erhielt er von Herzog Erich von Sachsen-Lauenburg das Stadtrecht. Das nach der Wurtsiedlung zweite historische Zentrum – die Marktsiedlung – entstand im dritten Viertel des 16. Jahrhunderts. Zur Stadterweiterung nach Osten diente früh die Markstraße mit relativ gleichmäßig großen Parzellen. Der ehemalige Marktplatz wird heute von der Reichen- und der Marktstraße durchschnitten. Die Platzkreuzung besteht aus Rathaus im Nordwesten, Wohnhaus Marktstraße 1 im Nordosten, Kranichhaus und Kaufhaus Marktstraße 2 im Süden sowie Reichenstraße 2 im Westen, mit Häusern zumeist aus dem 16. und 17. Jahrhundert. Ab 1582 wurde hier Markt gehalten. Zur denkmalgeschützten Häusergruppe gehören Rathaus (1583), Kranichhaus (1696/1735/1764), Kaufhaus (1754) und neun weitere zumeist giebelständige Wohnhäuser (17. bis 19. Jh.).

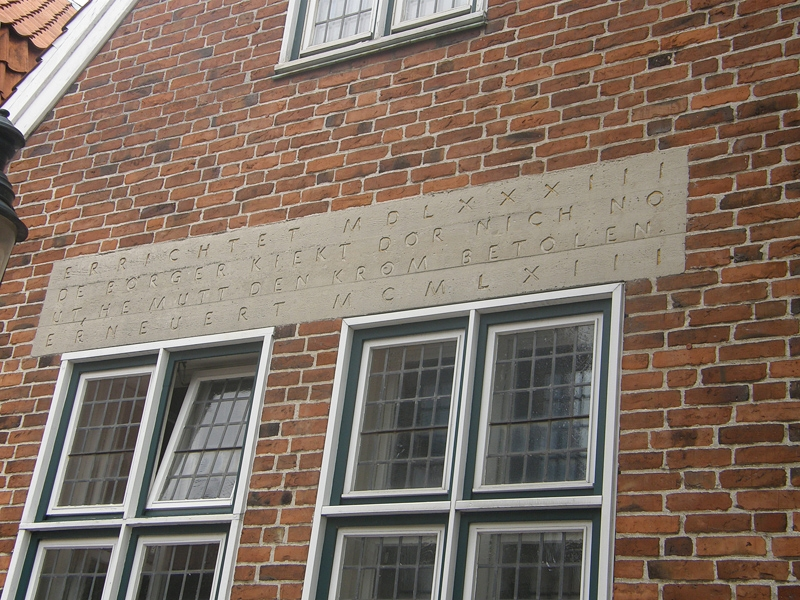
Inschrift Südseite

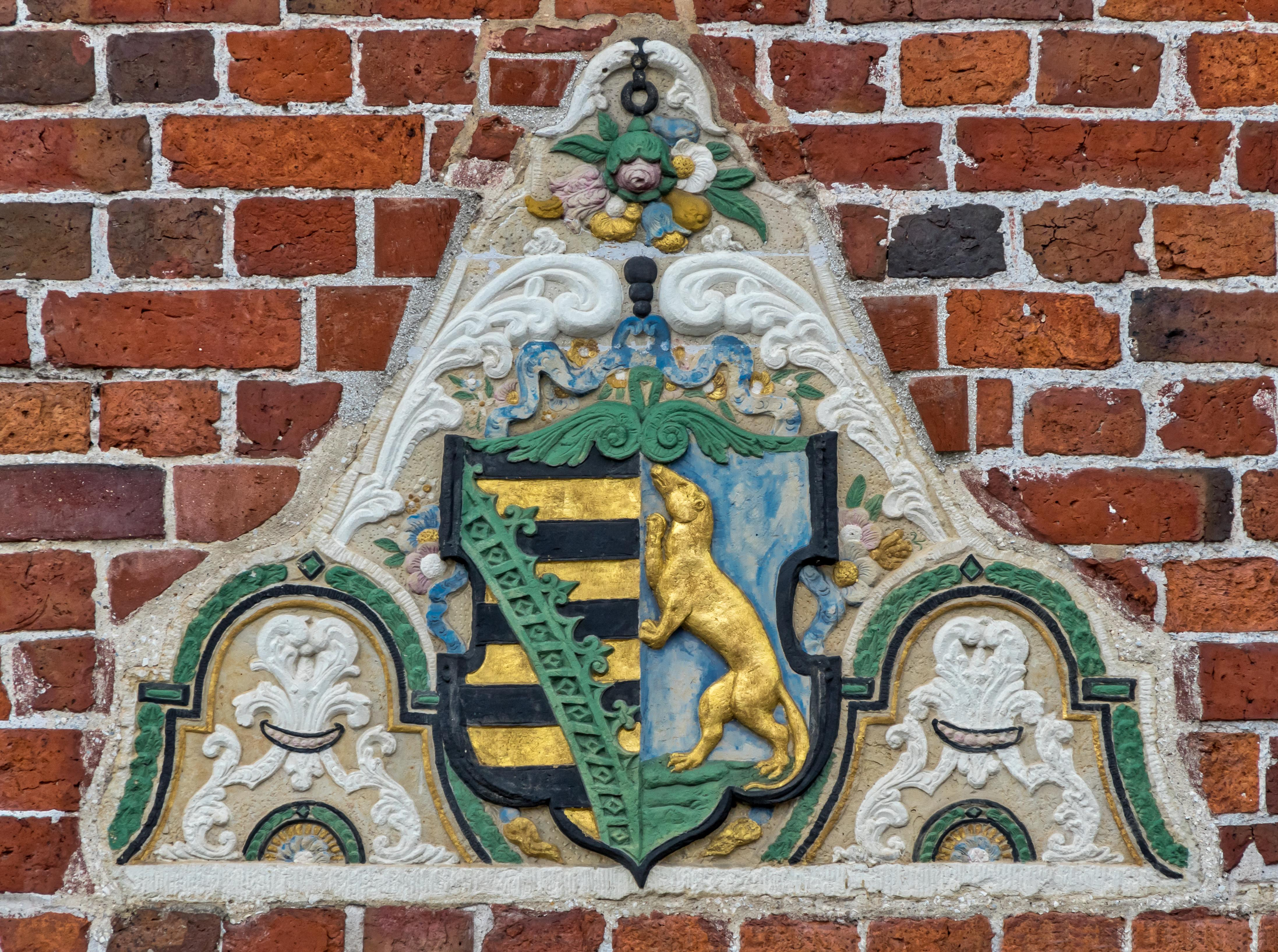
Wappen links vom Portal

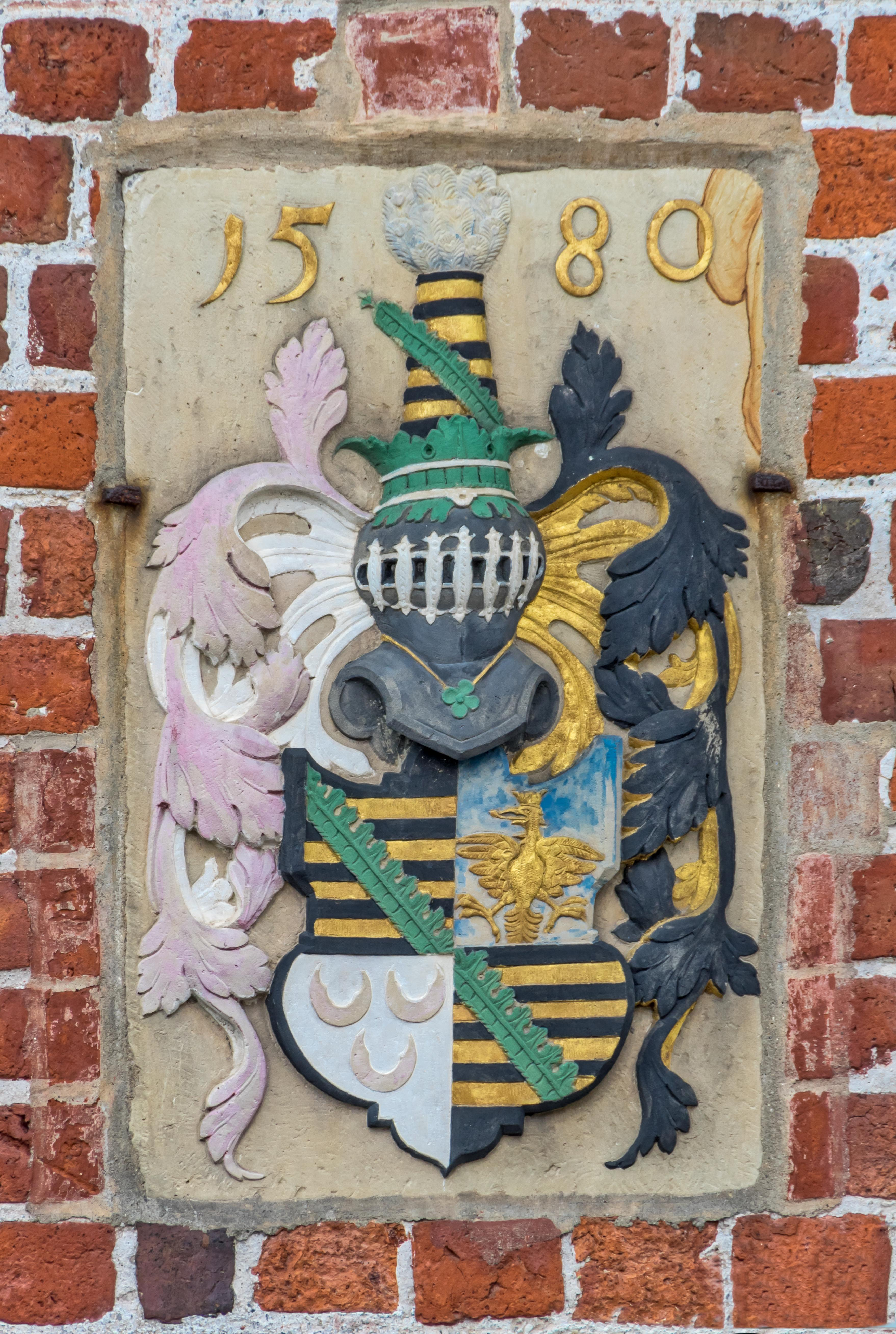
Wappen von 1580, rechts vom Portal

Im 16. Jahrhundert war der Markt vom Kirchhof auf den Ottendorfer Marktplatz verlegt worden, das Rathaus entstand danach an der Nordseite dieses Platzes auf Befehl von Herzog Erichs II. mit den Worten: „Ein Keller soll angelegt werden und darüber soll ein Haus gebaut werden, das sich zum Rathaus eignet.“
Das zweigeschossige zum Rathausplatz traufständige Gebäude in Backstein auf hohem korbbogig überwölbten Kellergeschoss und mit ziegelgedecktem Satteldach wurde 1583 als Rathaus gebaut.
Der eingeschossige barocke nördliche Anbau in Fachwerk mit Steinausfachungen entstand 1685 (Inschrift). Er wurde 1994/95 im Innern saniert.
Erschlossen wird das Haus über eine doppelläufige Freitreppe an der Ostfassade von 1929 mit rundbogigem Portal, Gestaltung mit Sandstein-Diamantquadern. Die Haupteingangstür stammt von 1715 (Inschrift), die Wappen links und rechts des Eingangs wurden Ende des 19. Jahrhunderts nach Abbruch zweier Stadttore (Ostertor 1856: südlicher Stein, Westertor 1865: nördlicher Stein) eingesetzt. 1892 war die Fassade neugebaut worden.
Im Inneren überspannt im Erdgeschoss die große Halle eine Flachdecke. Die Malerei an den Deckenbalken ist von 1670 (Inschrift), die im Anbau vom 17. Jahrhundert. Im Foyer sind Gegenstände der Otterndorfer Stadtgeschichte ausgestellt. Ölbilder von Karl Otto Matthaei, Carl Langhein und Karl Krummacher zeigen alte Stadtansichten von Otterndorf.
Das Landesdenkmalamt befand u. a.: „ … An der Erhaltung des gut überkommenen Backsteinbaus besteht wegen der geschichtlichen Bedeutung im Rahmen der Orts-, Siedlungs- und Stadtbaugeschichte und ferner wegen des bau- und kunstgeschichtlichen Zeugnis- sowie bautypologischen Schauwerts, … Einen nicht unerheblichen Wert macht die erhaltene Ausstattung im Inneren, hier insbesondere die Malereien des 17. Jahrhunderts … .“
Die Samtgemeinde Land Hadeln hat ihren Sitz in der Marktstraße 21 im heutigen Hadler-Haus, einem ehemaligen Kaufhaus.